# Jean Huber
Pour les articles homonymes, voir Huber.
Jean Huber, dit Huber-Voltaire (13 janvier 1721 Pregny - 21 août 1786 Lausanne), est un peintre et silhouettiste genevois.

## Biographie
Né dans une famille originaire de Schaffhouse admise à la bourgeoisie de Genève en 1654, il est le fils de Jacob Huber, membre du Conseil des Deux-Cents, et de Catherine Vasserot de Vincy. Il entre, en 1738, au service de Hesse-Cassel, dans le régiment des grenadiers du prince Frédéric puis en 1741 au service du Piémont où il combat avec le rang de capitaine pendant la guerre de Succession d'Autriche. Il se marie en  1747 avec Marie-Louise Alléon-Guainier et le couple a trois enfants, François Huber (1750-1831), célèbre auteur d'un ouvrage sur les abeilles, Jean-Daniel, paysagiste et graveur amateur, et une fille nommée Madeleine.
En 1752, il est nommé membre au Conseil des Deux-Cents.

## Le peintre et le silhouettiste

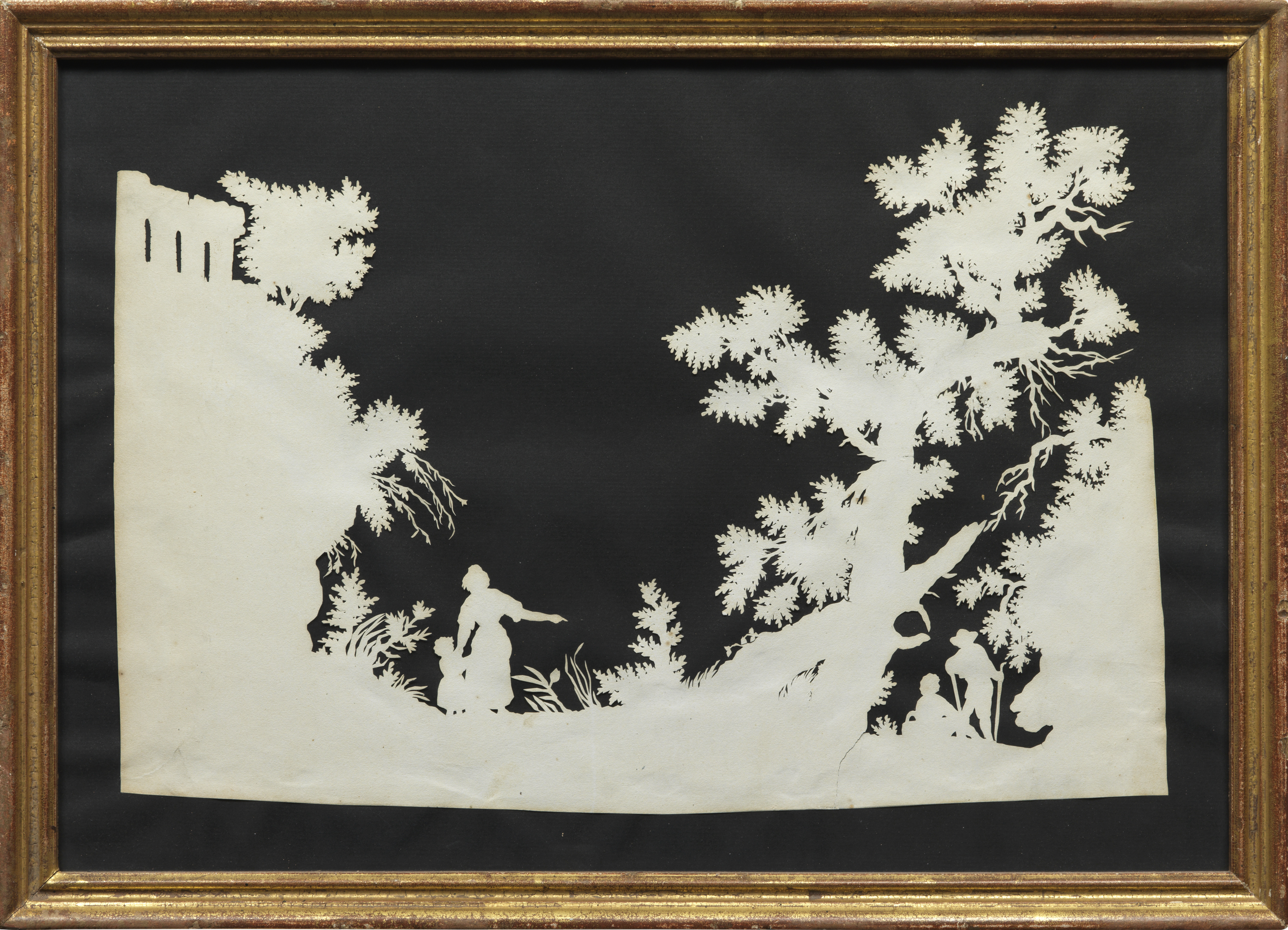
La Promenade dominicale, silhouette sur papier, Collection Pictet.

Huber se fait d'abord connaître comme découpeur de silhouettes et caricaturiste. Il connaît un grand succès à Genève, où il popularise cet art de la silhouette. Son talent lui permettait de créer les scènes les plus complexes : il pouvait reproduire d'épaisses forêts laissant deviner des lointains, des montagnes ; ses figures montraient des raccourcis inimitables. On connaît de lui de nombreuses découpures de Voltaire, qu'il fréquente régulièrement depuis l'installation du philosophe à Genève, aux Délices en 1756, puis à Ferney. Sa production artistique sur le philosophe est si importante qu'il est parfois surnommé « Huber-Voltaire ».
Le critique Melchior Grimm, qui apprécie son talent, le fera connaître auprès des Parisiens.
« La reproduction des traits de Voltaire était si familière à Huber, qu'il découpait son profil sans avoir les yeux fixés sur le papier, ou ayant les mains derrière le dos, et même sans ciseaux, en déchirant une carte. La plaisanterie de faire faire à son chien le profil de Voltaire, en lui présentant à mordre une croûte de pain, a valu à Huber presque autant de célébrité que ses productions sérieuses ».
Huber se met à peindre en autodidacte au milieu des années 1760. Ses premiers tableaux représentent des chevaux, des scènes de chasse, notamment des chasses au faucon. Dès 1769, il peint de nombreux tableaux représentant Voltaire dans son environnement quotidien et adresse à Catherine II de Russie une collection de ces scènes peintes (la "Voltairiade") (parmi lesquelles Voltaire jouant aux échecs avec le père Adam) . Il restera vingt ans auprès de Voltaire et sera surnommé Huber-Voltaire. Ce dernier écrit en 1772 à Madame du Deffand : « Puisque vous avez vu Monsieur Huber, il fera votre portrait, il vous peindra en pastel, à l'huile, en mezzotinto. Il vous dessinera sur une carte avec des ciseaux le tout en caricature. C'est ainsi qu'il m'a rendu ridicule d'un bout de l'Europe à l'autre ».
Huber a réalisé aussi plusieurs autoportraits au pastel, dont celui conservé au Musée historique de Lausanne.
En 1783, Huber publie dans le Mercure de France une Note sur la manière de diriger les ballons, fondée sur le vol des oiseaux de proie. En 1784, il publie à Genève Observations sur le vol des oiseaux de proie, accompagnées de sept planches de sa main. Il travaillait à une Histoire des oiseaux de proie lorsqu'il meurt.

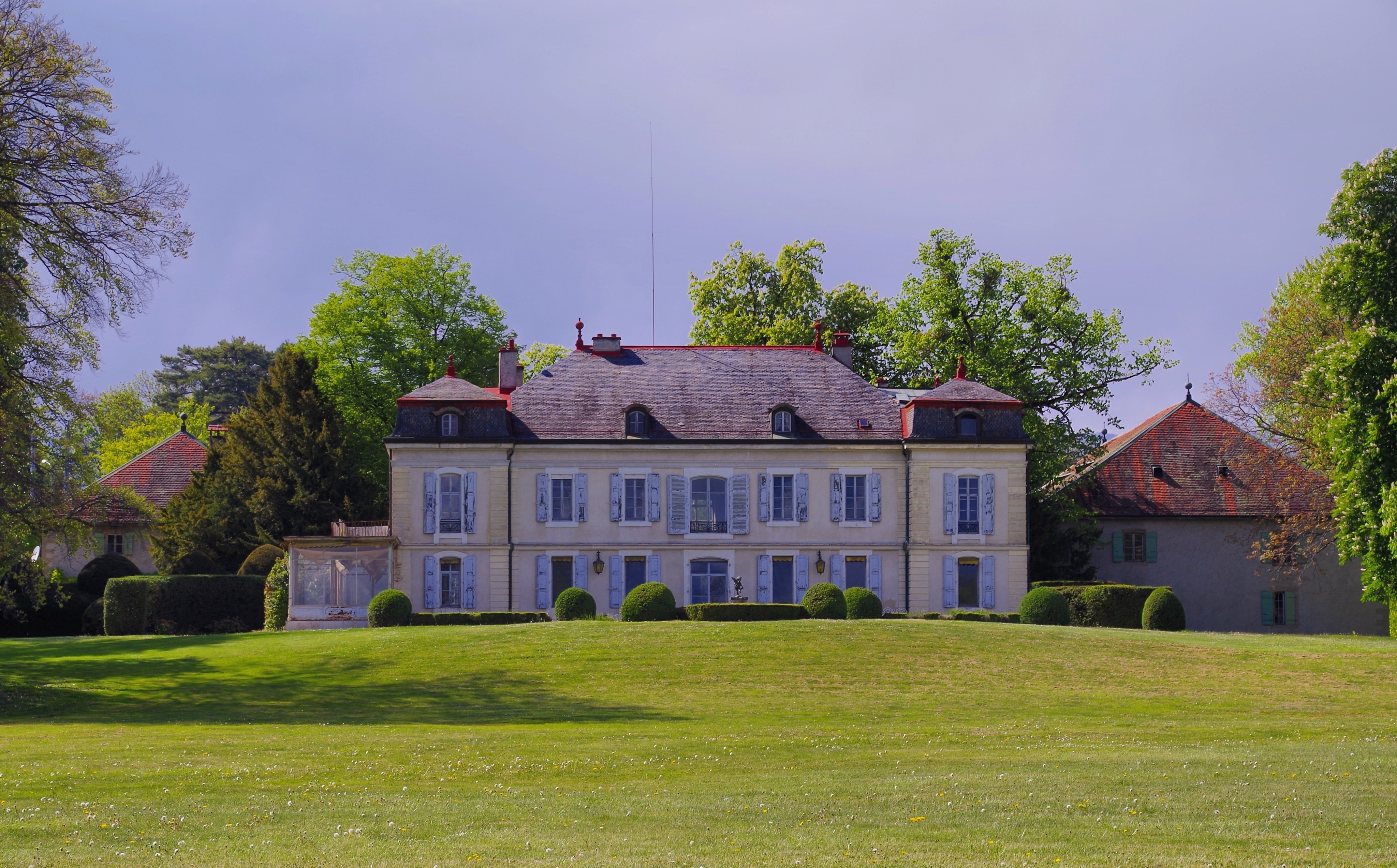
Le château Malvand, à Pregny, où habita Jean Huber de 1721 à 1738.

## Publications (liste partielle)
- Observations sur le vol des oiseaux de proie, Genève, Paul Barde, 1784